# Sanzionami questo
Sanzionami questo è un brano composto e musicato da Rodolfo De Angelis nel 1936. Inciso su etichetta Columbia.

## Argomento
La canzone si presenta con un testo scherzoso e irriverente per contrastare le sanzioni imposte all'Italia dalla Società delle Nazioni all'indomani della guerra d'Etiopia combattuta nel 1935. Dietro queste disposizioni, volte nell'ottica fascista a schiacciare il legittimo desiderio di "un posto al sole" italiano, la canzone pone l'Inghilterra, vista come gelosa delle conquiste italiane (Tutto quel che fai / lo fai per gelosia, / ex amica mia... / Perché vorresti vivere anche tu / quest'ora di eroismi e di virtù... / Ma non lo puoi ed io lo so / perciò mia cara canterò: / Sanzionami questo / amica tenace / lo so che ti piace / ma non te ne do!). Nel testo si parla di ex amica mia in riferimento al fatto che durante la prima guerra mondiale, l'Italia era stata alleata del Regno Unito e alle forze dell'Intesa. Contro il Regno Unito si scaglia lo spirito fascista dell'Italia che chiede con tono di sfida di sanzionare alla penisola una serie di comportamenti virtuosi.
Nella seconda strofa, si parla infatti della raccolta dell'oro alla Patria indetto il 18 dicembre 1935 per sopperire agli sforzi bellici compiuti dall'Italia e la regina Elena del Montenegro viene presa a modello per incitare altre spose a donare la loro fede nuziale (Guarda la Regina / che dona la sua fede, / quella che il Re le diede... / L'altare della patria coglierà / l'offerta che ogni sposa porterà... / E dalla Reggia al casolar, / un fiume d'oro va all'altar...).
Nelle strofe successive si parla del valore della civiltà romana, già gloriosa quando in Inghilterra la "civiltà" non era ancora giunta. La canzone si conclude con una considerazione amara: Lo scopo tuo sappiamo noi qual è: / piegare, chi non piega innanzi a te rivelando così nell'ottica fascista quali fossero i veri obbiettivi delle sanzioni e di chi li propugnava.

## Versioni
Il brano fu inciso anche da Enzo Fusco e pubblicato sempre nel 1936 dall'etichetta Excelsius.

## Nella cultura generale
Il brano venne ripreso da Paolo Poli nel 1975 e anche da Pippo Franco prima nello show televisivo Bambole, non c'è una lira trasmesso dalla RAI nel 1977 e successivamente con lo spettacolo teatrale dal titolo omonimo insieme ai Pandemonium.